# براونينج روس
براونينج روس (بالإنجليزية: Browning Ross)‏ هو عداء أمريكي، ولد في 26 أبريل 1924 في ودبيري في الولايات المتحدة، وتوفي بنفس المكان في 27 أبريل 1998. كان من أبرز العدّائين الأمريكيين المتحمسين لسباقات ركض المسافات الطويلة. حاز على الميدالية الذهبية في سباق 1500 متر في دورة الألعاب الأمريكية 1951.

## وصلات خارجية
- براونينج روس على موقع أوليمبيديا (الإنجليزية)